# Kreuzweg in der Friedhofsmauer (Gerlachsheim)
Der Kreuzweg in der Friedhofsmauer befindet sich im Friedhof in Gerlachsheim, einem Stadtteil von Lauda-Königshofen im Main-Tauber-Kreis in Baden-Württemberg. Der Freilandkreuzweg steht unter Denkmalschutz. Die vierzehn Kreuzwegstationen sind alle in die Friedhofsmauer integriert und verfügen jeweils über ein kleines Kreuz oberhalb der als Relief dargestellten Stationen sowie ein flaches Dach aus Sandstein. Der Urheber ist nicht bekannt.

## Kreuzweg
Der Gerlachsheimer Kreuzweg in der Friedhofsmauer umfasst 14 Stationen mit den folgenden Inschriften:

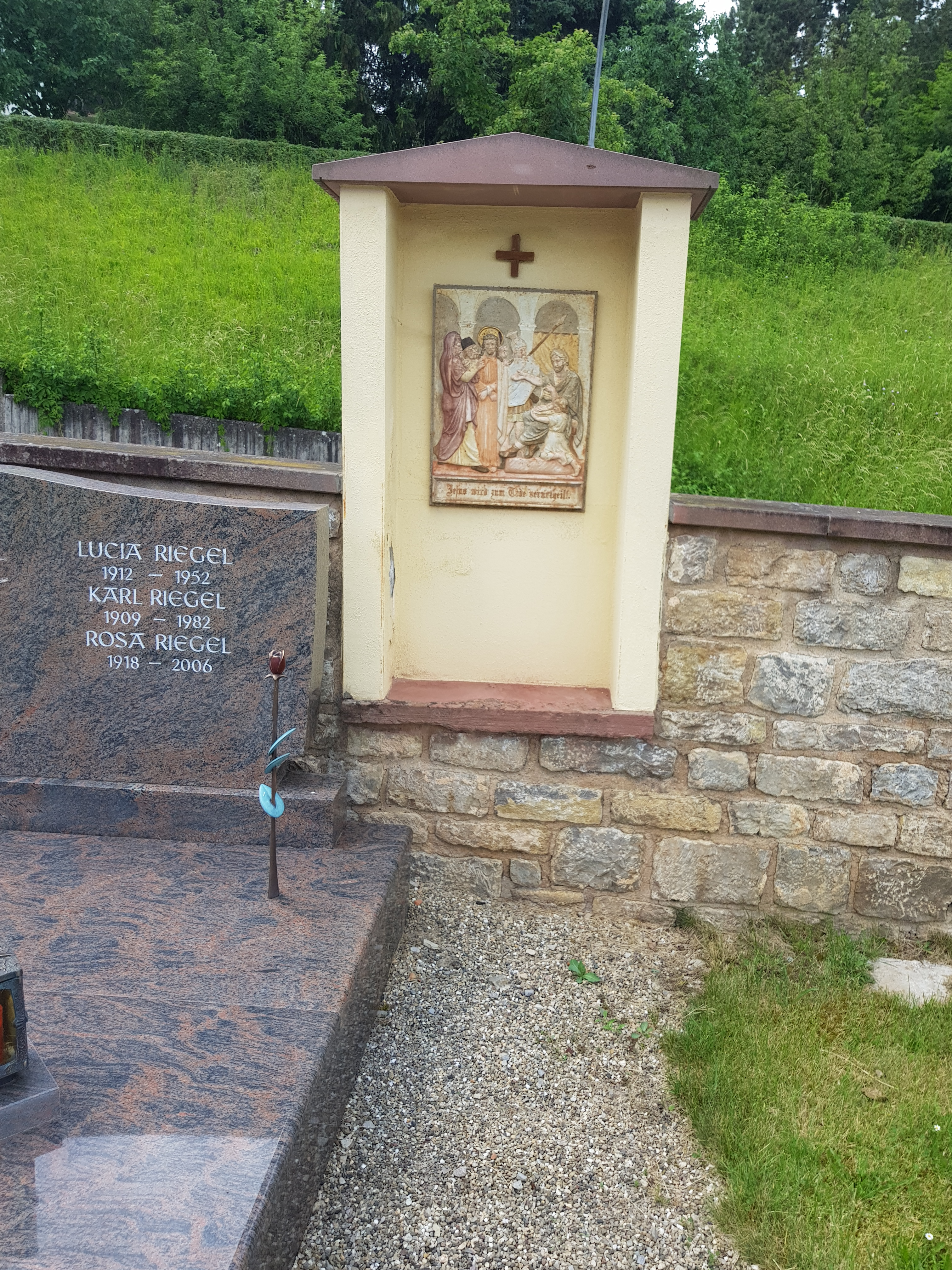
I. Jesus wird zum Tode verurteilt
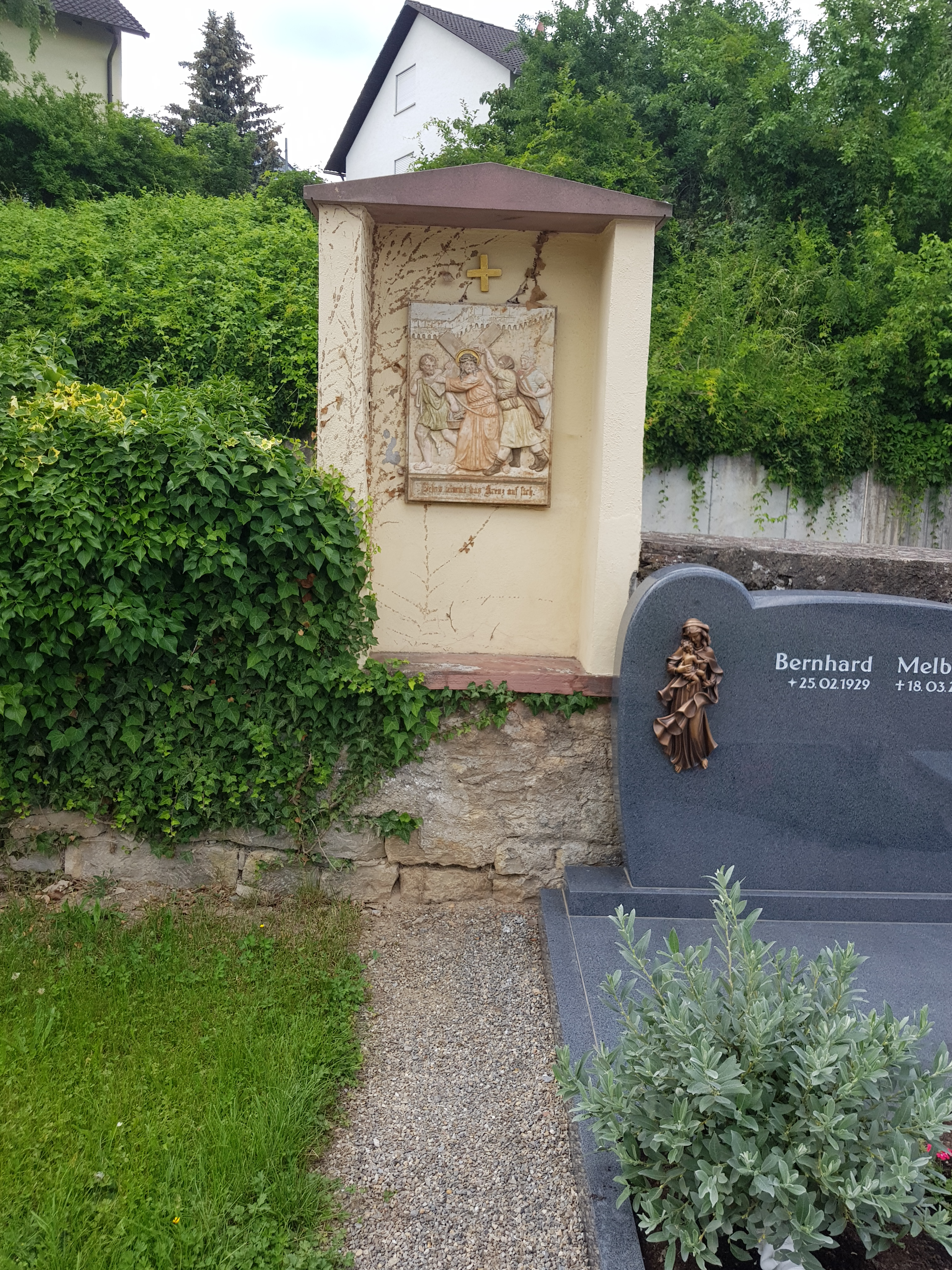
II. Jesus nimmt das Kreuz auf sich
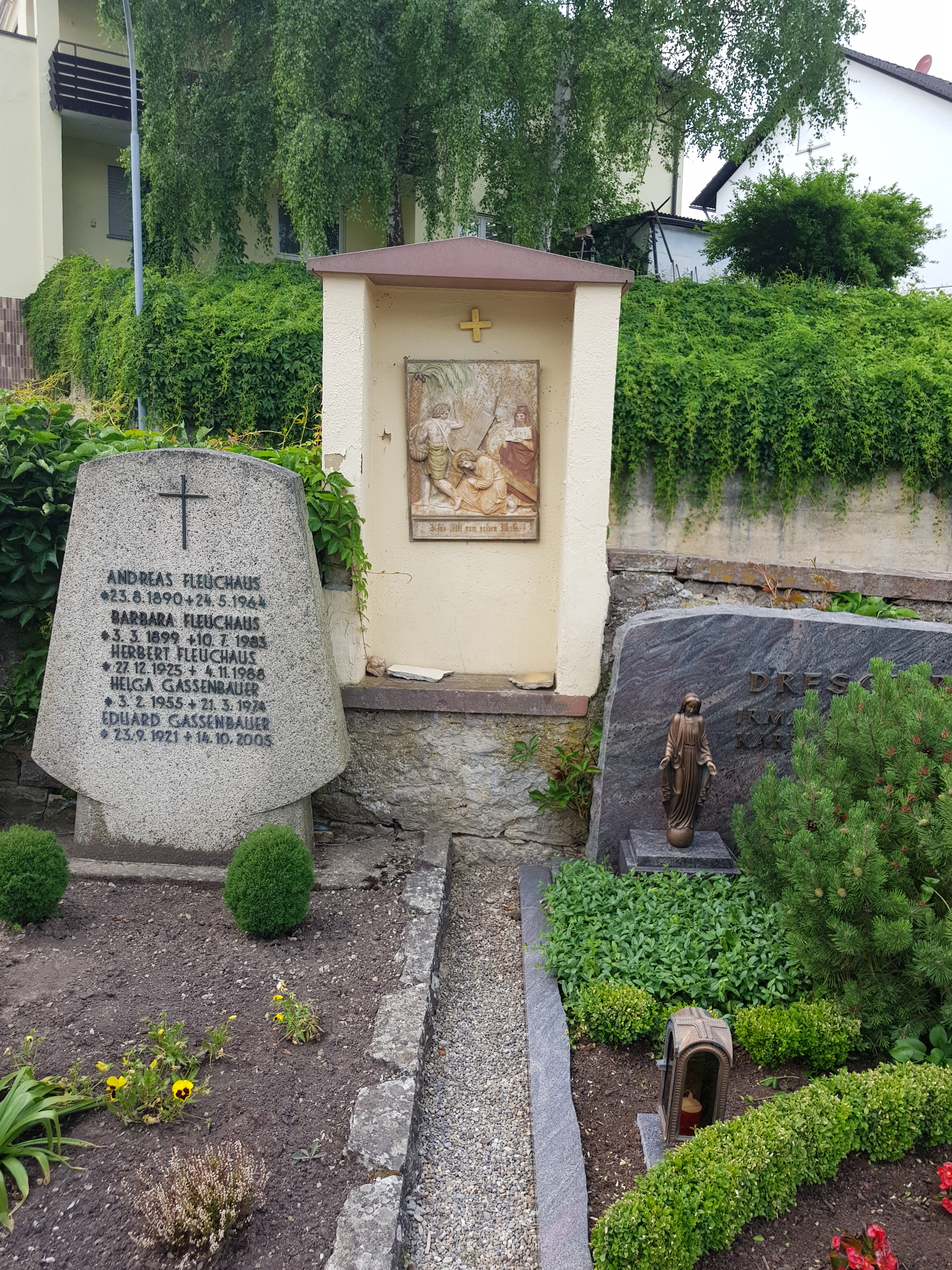
III. Jesus fällt zum ersten Male
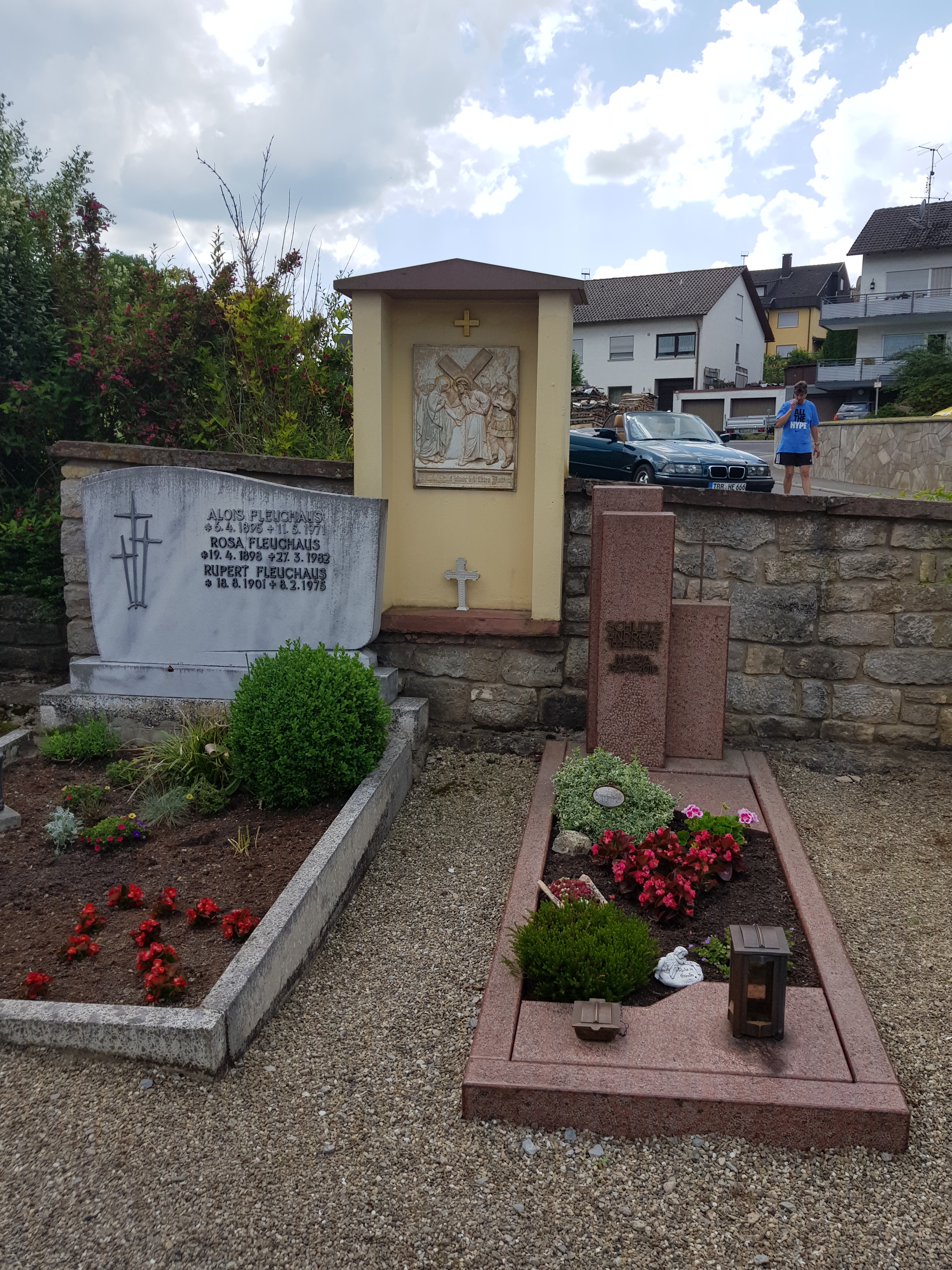
IV. Jesus begegnet seiner betrübten Mutter
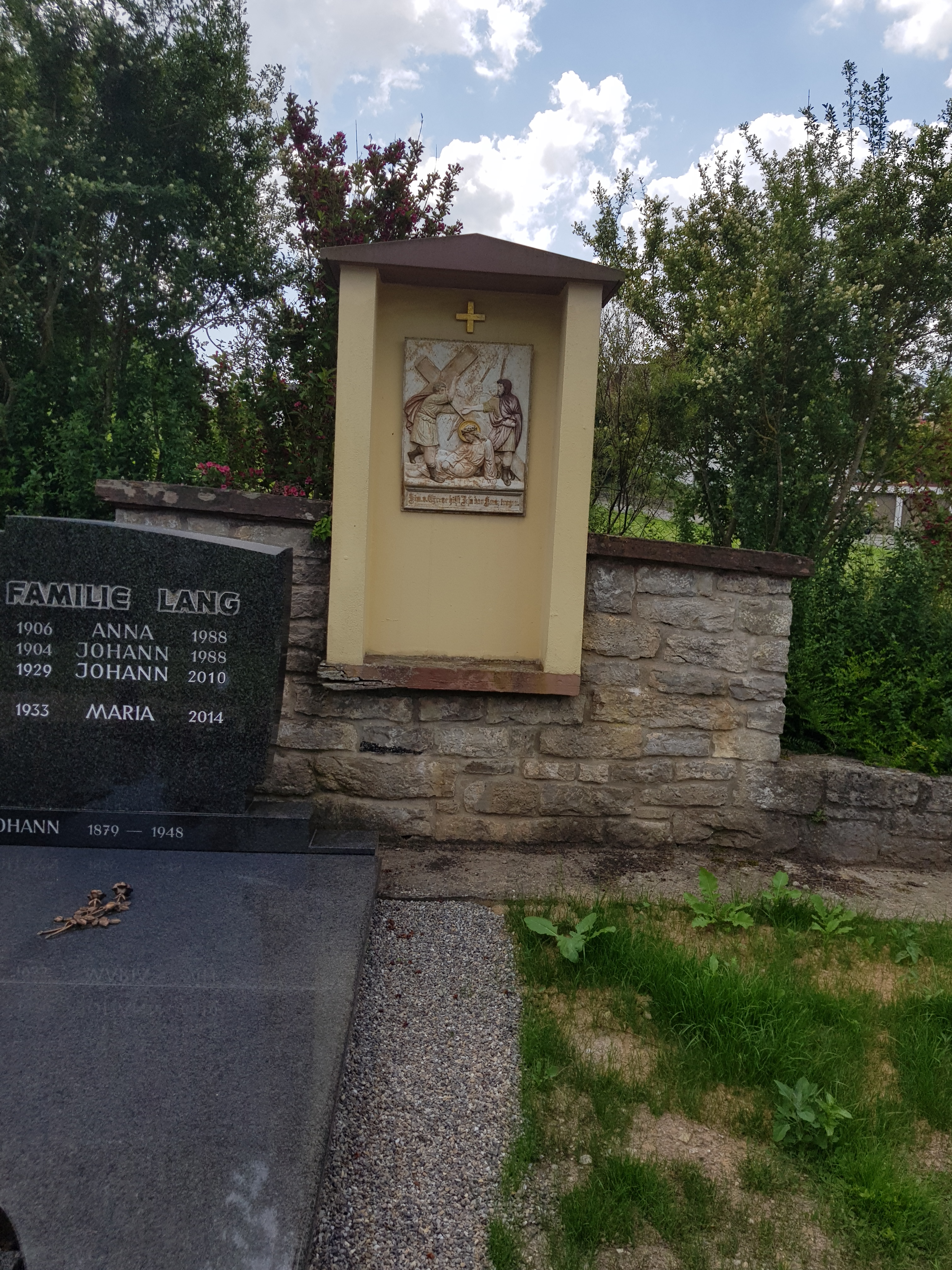
V. Sim. v. Cyrene hilft Jesu das Kreuz tragen
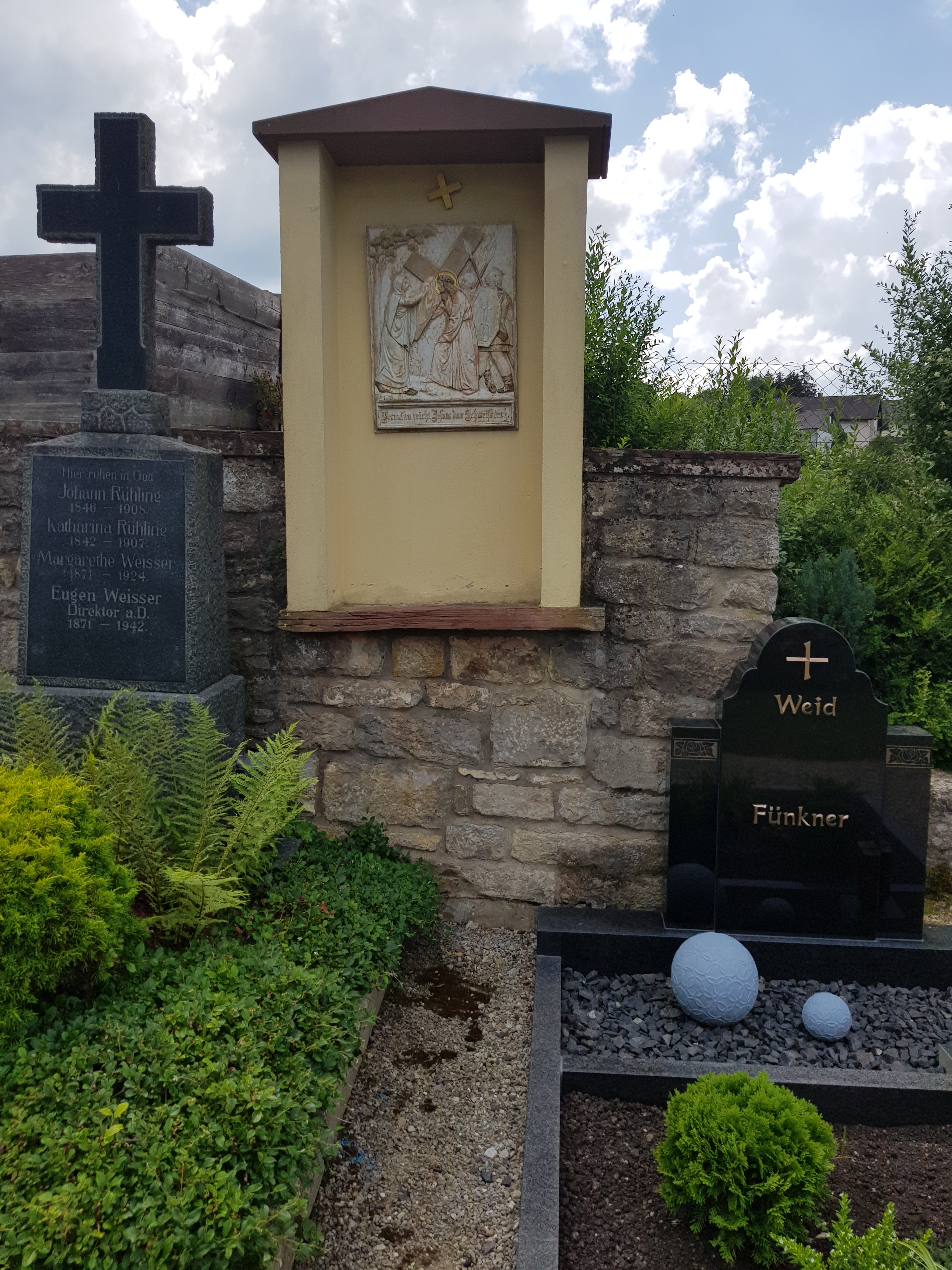
VI. Veronika reicht Jesus das Schweißtuch
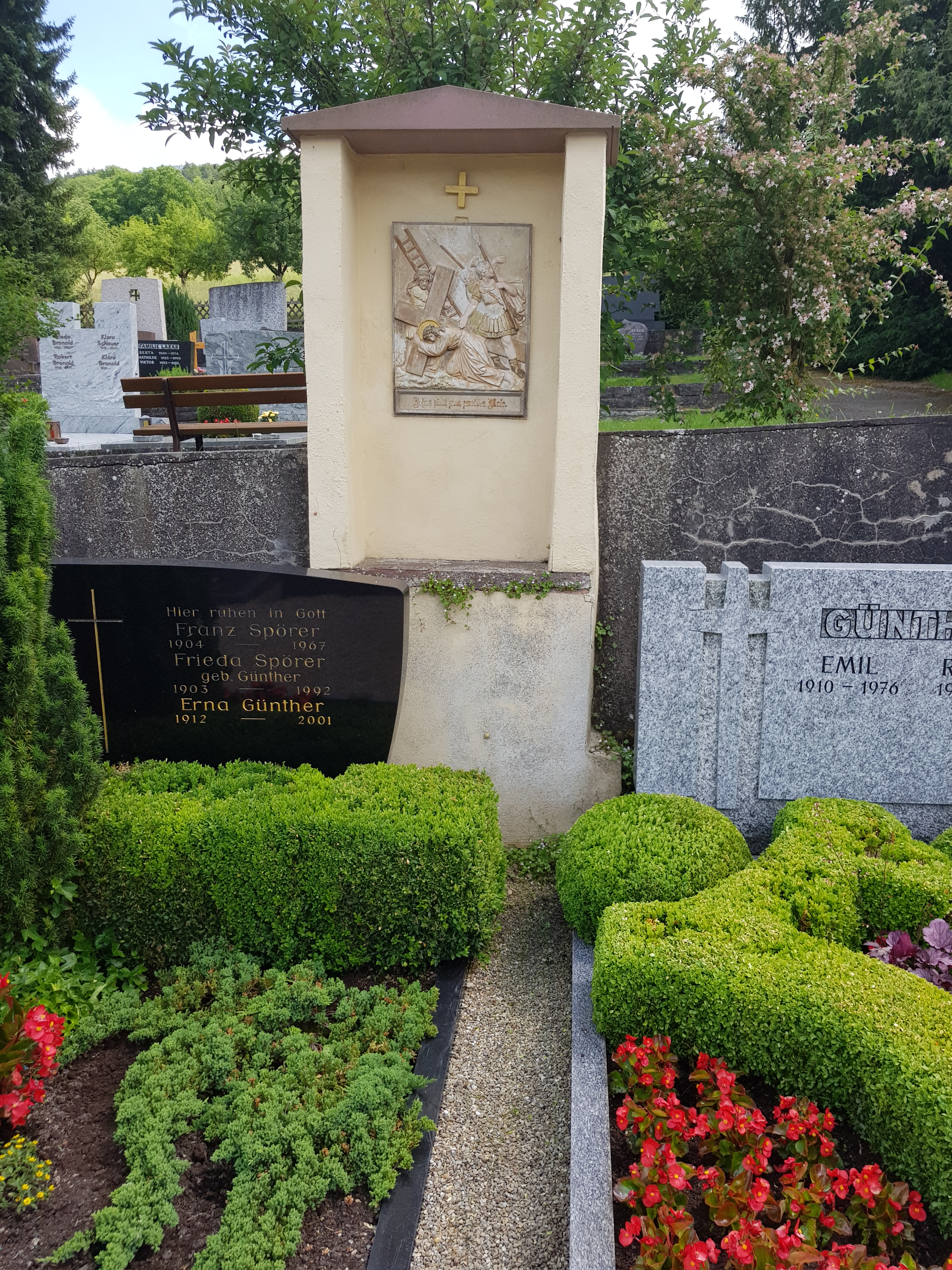
VII. Jesus fällt zum zweiten Male
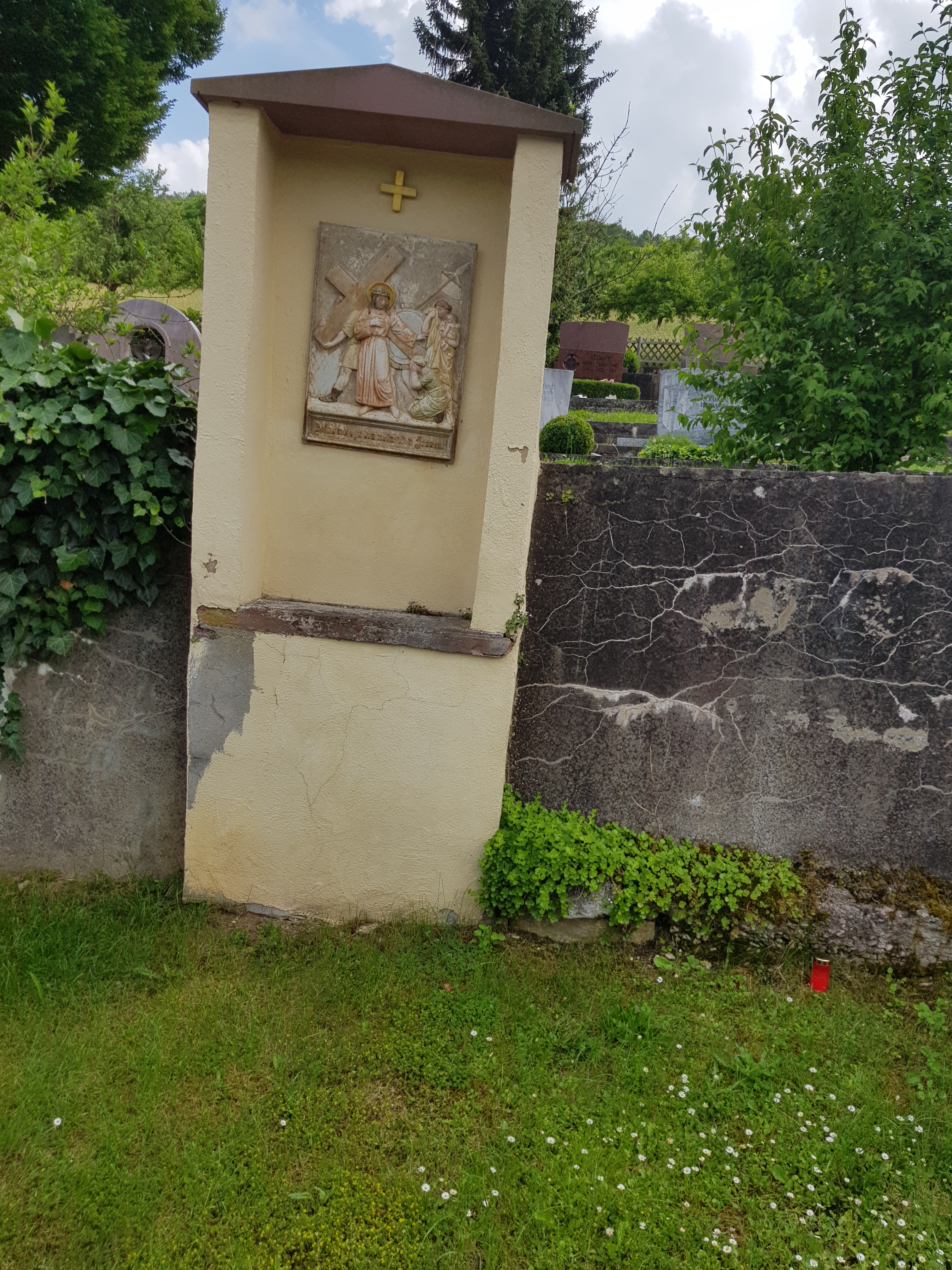
VIII. Jesus redet zu den weinenden Frauen
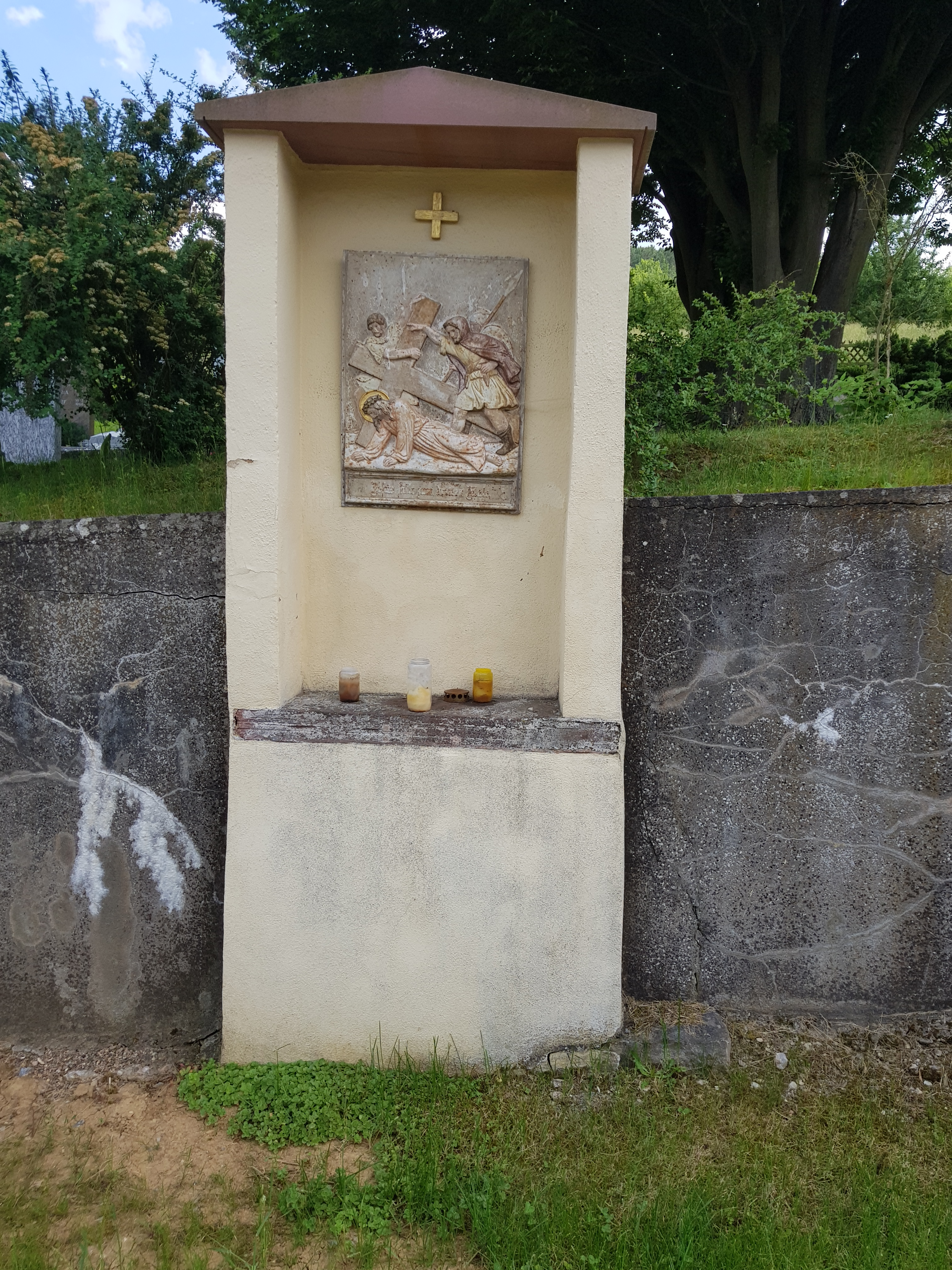
IX. Jesus fällt zum dritten Male
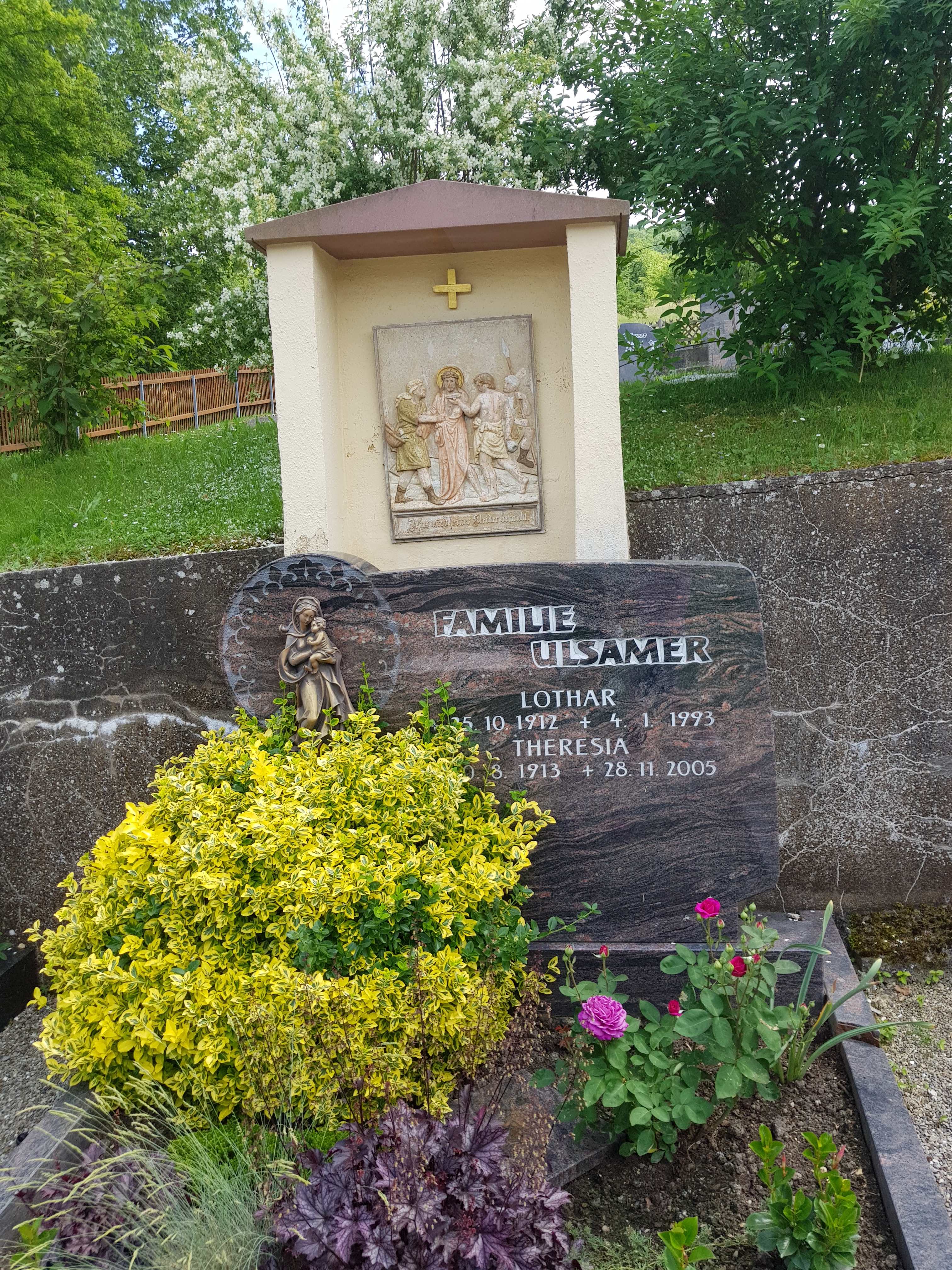
X. Jesus wird seiner Kleider beraubt
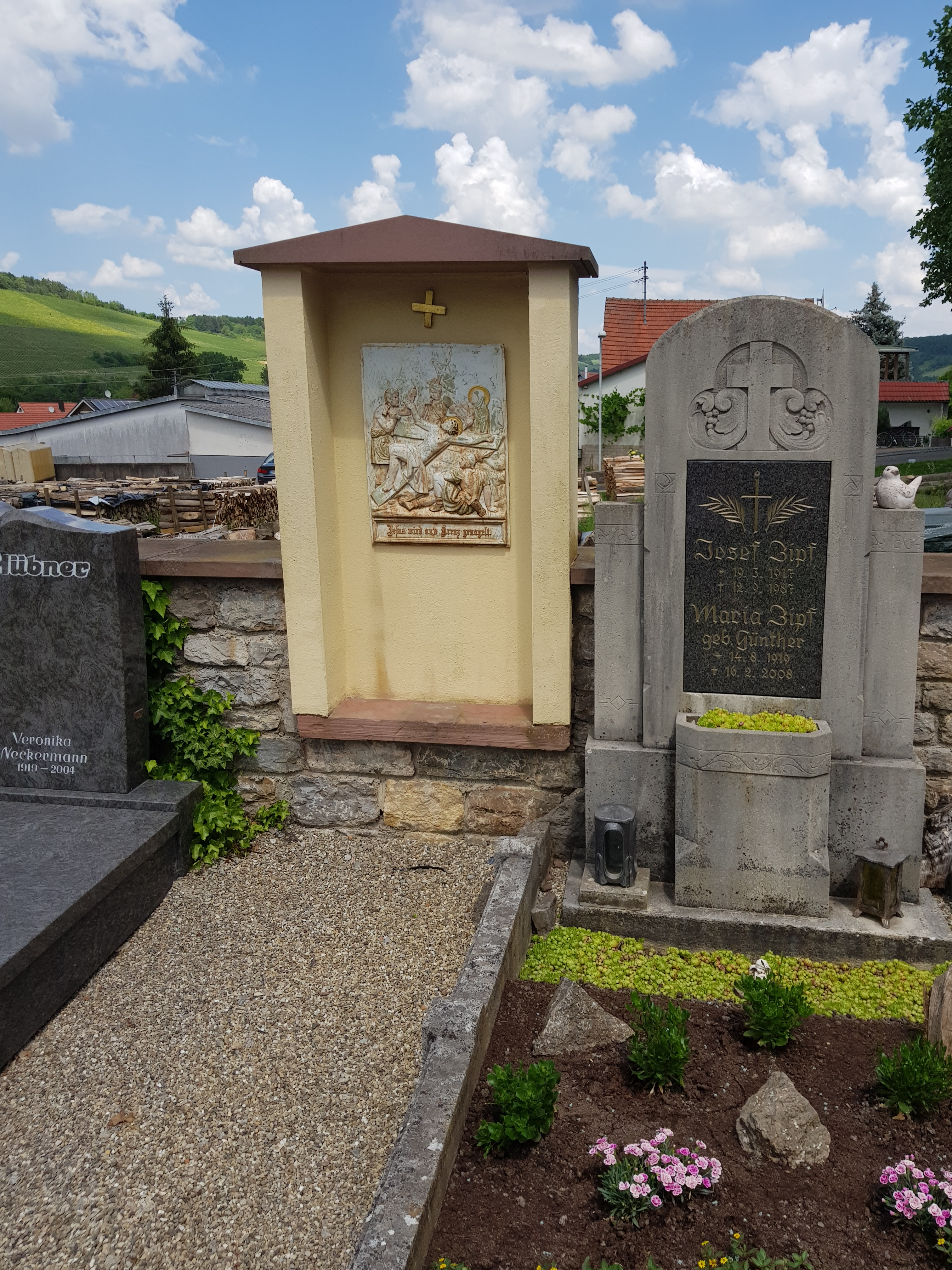
XI. Jesus wird an’s Kreuz genagelt
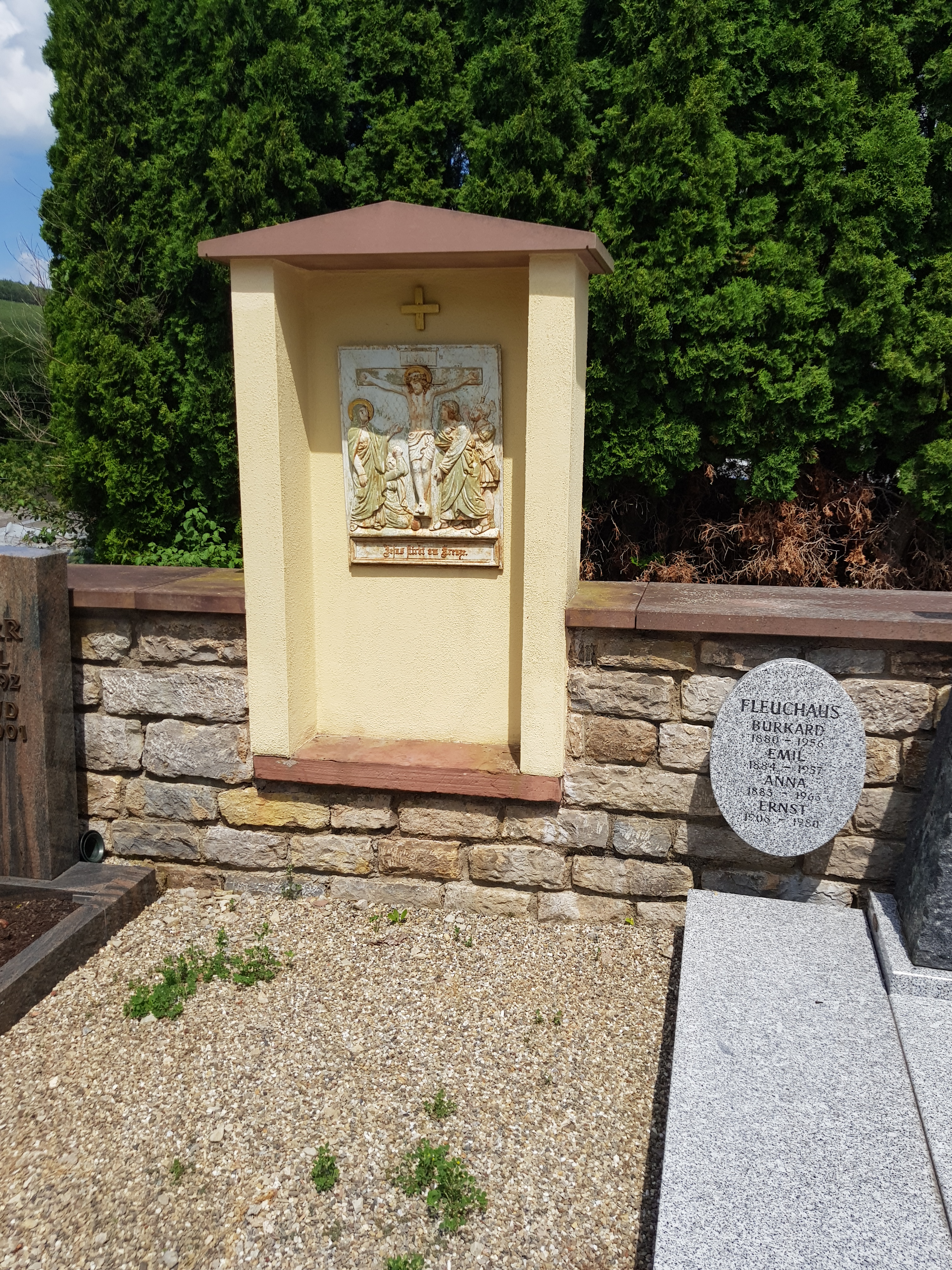
XII. Jesus stirbt am Kreuze
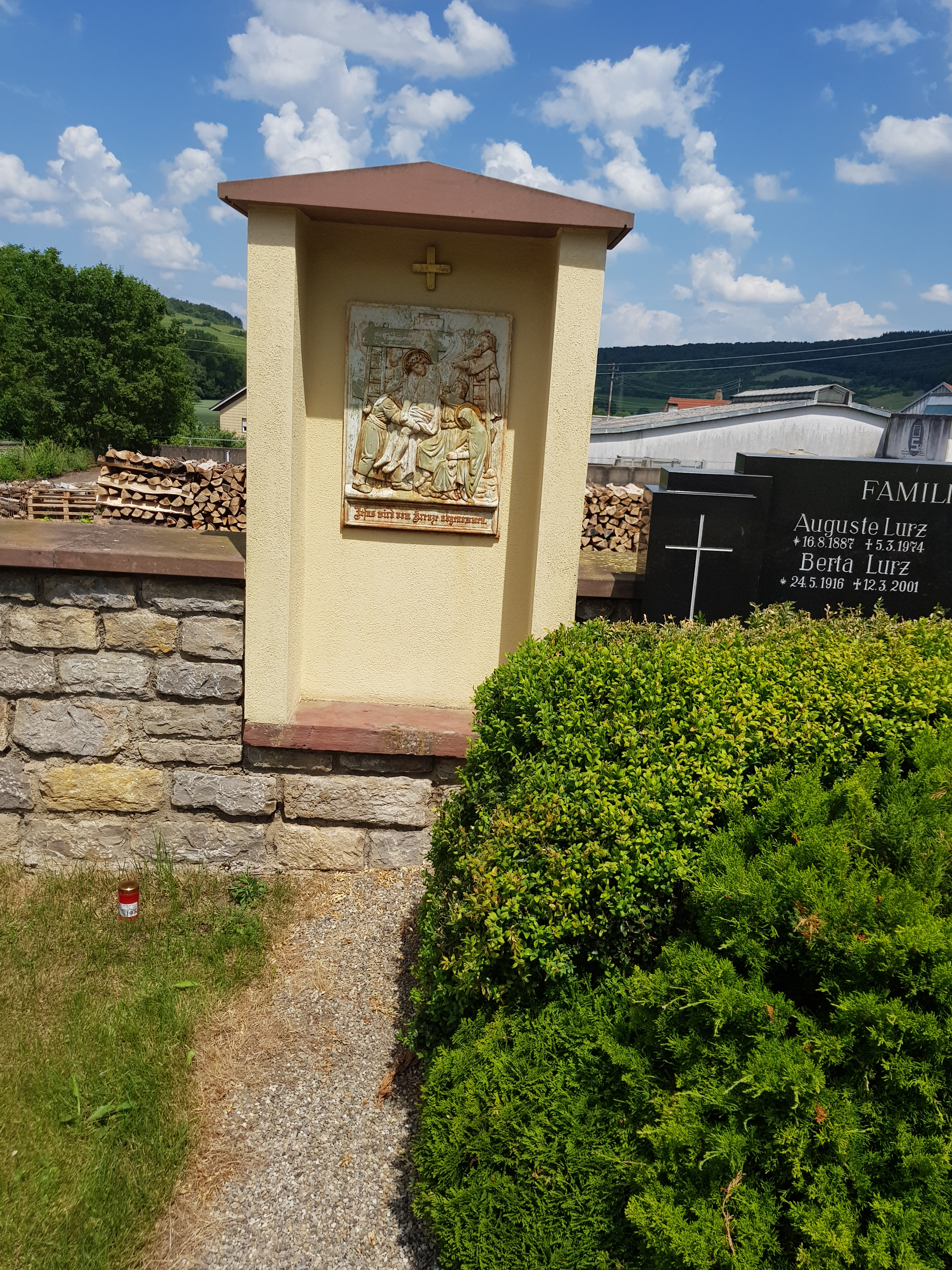
XIII. Jesus wird vom Kreuze abgenommen
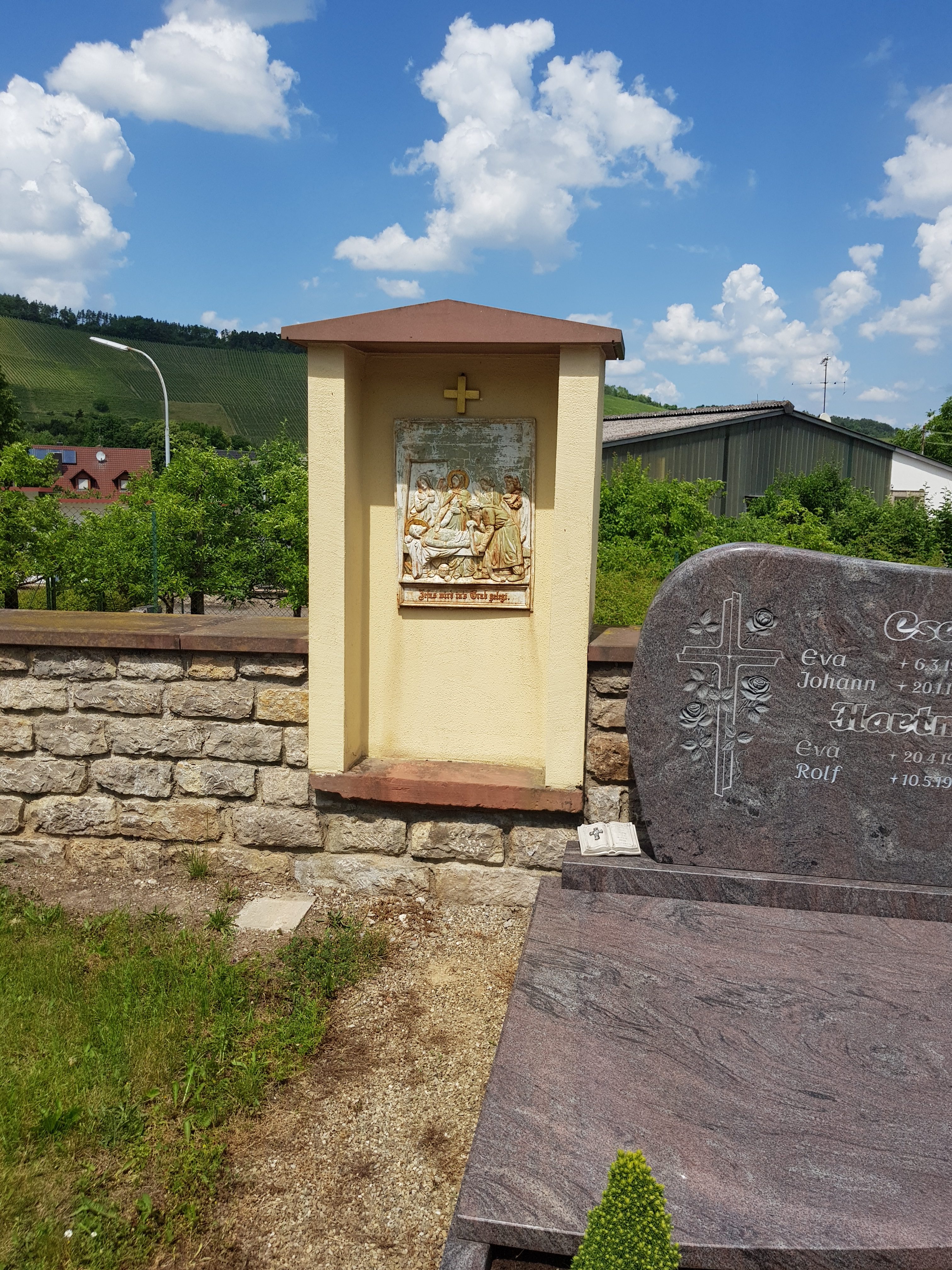
XIV. Jesus wird in’s Grab gelegt